# Judith de Thuringe
Pour les articles homonymes, voir Judith et Thuringe (homonymie).
Judith de Thuringe  (tchèque : Judita Durynská) (vers 1135 † un 9 décembre après 1174), membre de la dynastie ludowingienne qui régna sur la Thuringe et la Hesse du XIe au XIIIe siècle, est la seconde épouse du prince puis roi de Bohême Vladislav II. Après 1158, elle devient la deuxième reine consort de Bohême. Elle est la deuxième femme à avoir porté le titre de reine de Bohême après Świętosława de Pologne, femme du roi Vratislav II en 1085.

## Biographie
Judith est la fille du landgrave Louis Ier de Thuringe et d'Edwige de Gudensberg. Élevée à la Cour de Thuringe, au château de la Wartbourg, elle se marie avec Vladislav II en 1153, trois ans après la mort de la première épouse de celui-ci, Gertrude de Babenberg. De ce premier mariage, il a eu quatre enfants : le futur Frédéric Ier de Bohême, Svatopluk († 1169), qui épousa une fille de Géza II de Hongrie, Agnès († 7 juin 1228), abbesse de Saint-Georges de Prague et Adalbert de Bohême, archevêque de Salzbourg.
La principale motivation de ce mariage est le lien qui unit la jeune princesse et l'empereur Frédéric Barberousse, dont la demi-sœur, Clarisse-Judith de Hohenstaufen, a épousé le landgrave Louis II, frère de Judith de Thuringe. Elle est alors âgée d'environ 18 ans, son mari en a 15 à 20 de plus. Un chroniqueur contemporain la décrit comme étant d'une grande beauté, ayant de l'esprit, instruite en latin et en politique. Elle assurera d'ailleurs fréquemment la régence en l'absence de Vladislav.
Vers 1155, Judith donne naissance à son premier fils. Les coutumes de l'époque lui permettent de choisir le nom de l'enfant Ottokar, d'après le nom du fondateur légendaire de la dynastie.

## Règne
Lorsque Vladislav II reçoit la couronne de Bohême de l'empereur Frédéric, le 11 janvier 1158, Judith devient reine consort. Le couronnement n'est attesté dans aucun document mais les chroniques de l'époque parlent de la reine Judith.
C'est sous le règne de Vladislav qu'un nouveau pont est construit à Prague en 1160 sur le fleuve Vltava, à l'emplacement de l'actuel pont Charles. C'est le premier pont en pierre en Europe centrale, il est nommé Pont Judith en l'honneur de la reine. Il sera emporté en 1342 lors d'une crue mais des restes de pilier et d'arches sont toujours visibles, ainsi que la tour (Juditina věž) donnant sur la rive du quartier de Malá Strana.
Judith soutient les prétentions de son fils aîné, Přemysl Ottokar, dans les conflits autour du trône de Bohême mais le duc Vladislav décide de nommer l'aîné des enfants de son premier mariage, Frédéric Ier, comme successeur. En 1172, Vladislav abdique en sa faveur mais il s'agit à l'époque une charge encore élective et cette décision, prise sans l'accord de la Diète des nobles tchèques ni de l'empereur, vaut au jeune roi de ne rester au pouvoir qu'un an, bientôt remplacé par son cousin Sobeslav II. Judith suit son mari en exil en Thuringe et il meurt deux ans plus tard au château de Meerane. Il est enterré dans la cathédrale de Meissen. 
Le lieu du décès de Judith est inconnu mais ses restes ont été retrouvés dans l'ancien monastère bénédictin de Teplice, qu'elle avait fondé autour de 1160. D'après l'historien Emanuel Vlček, elle serait morte très âgée après 1210, après avoir assisté au règne brillant de son fils aîné Ottokar.

## Descendants
Judith et Vladislav II auront trois enfants :
- Ottokar, roi de Bohême, premier de la lignée héréditaire ;
- Vladislav, duc de Bohême et magrave de Moravie, décédé sans enfants de son mariage à une certaine Edwige ;
- Rixa/Richeza († 19 avril 1182), mariée à Henri de Babenberg, duc de Mödling, fils d'Henri II d'Autriche et de sa seconde femme, Théodora Comnène.